# Dekanat Opatów

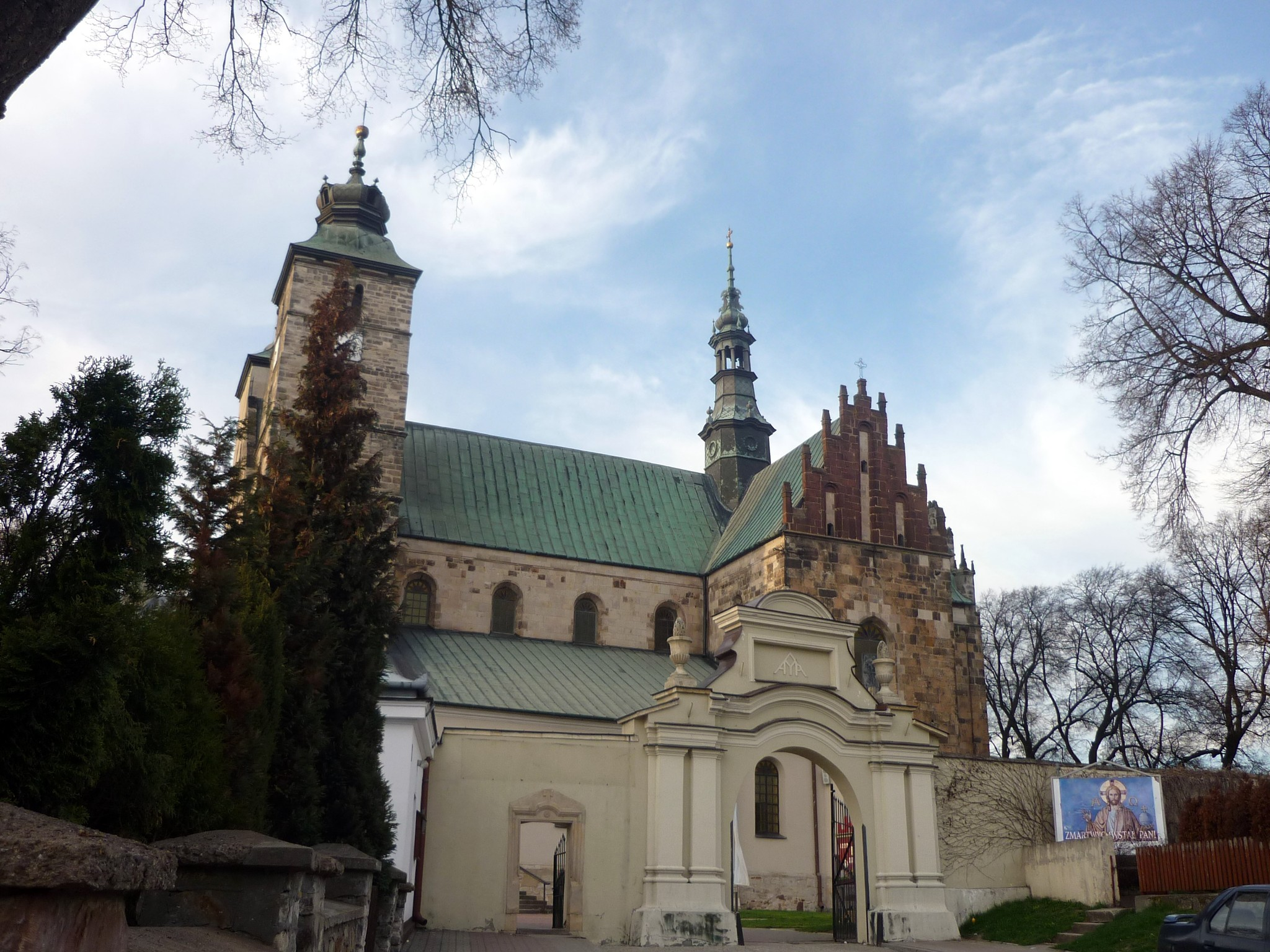
Kolegiata św. Marcina w Opatowie

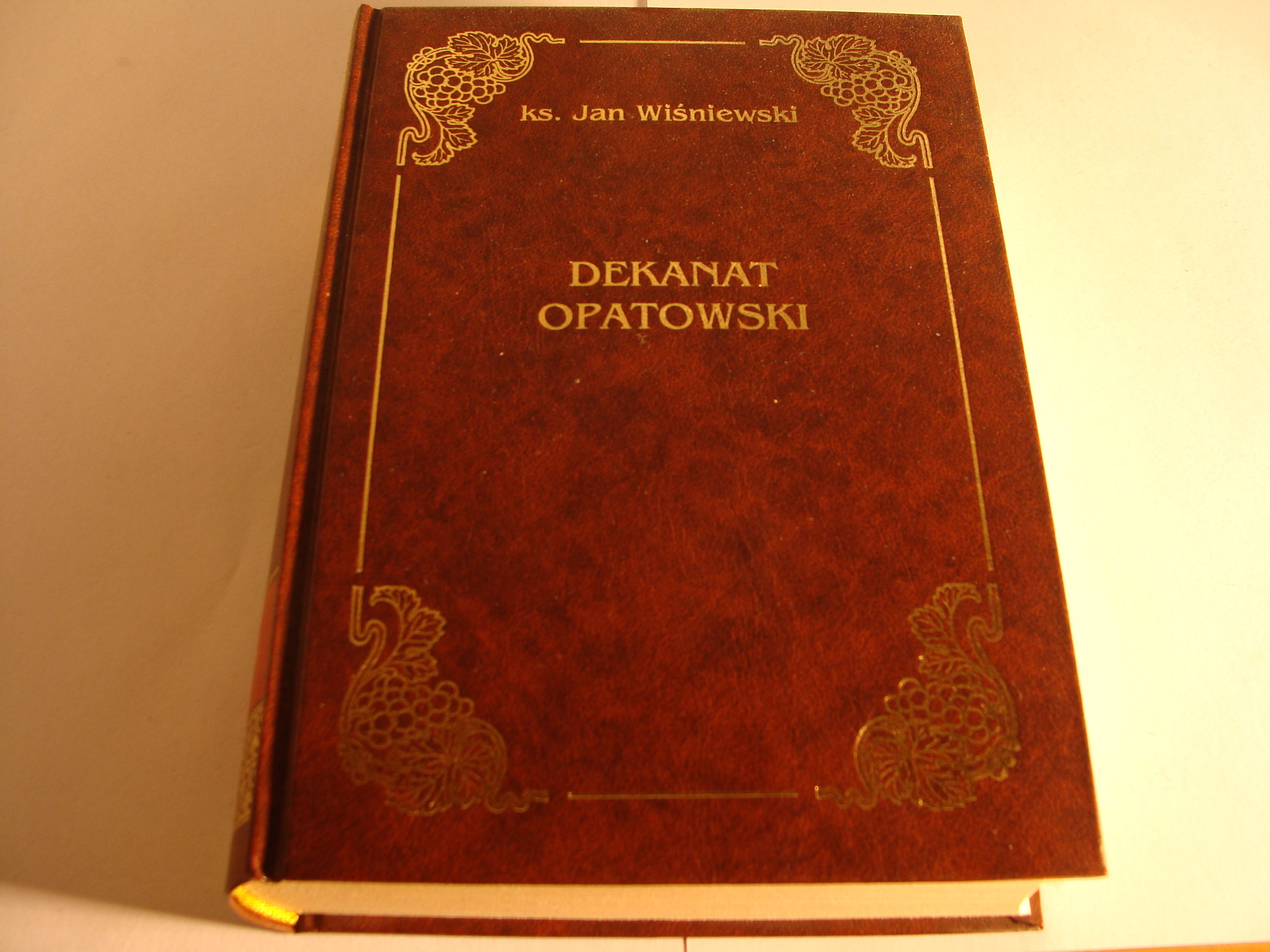
Książka napisana przez ks. Jana Wiśniewskiego opisująca historię dekanatu opatowskiego

Dekanat Opatów – jeden z 25 dekanatów w rzymskokatolickiej diecezji sandomierskiej.

## Parafie
W skład dekanatu wchodzi obecnie 10 parafii:
- parafia św. Józefa Oblubieńca – Biskupice
- parafia św. Mikołaja – Gierczyce
- parafia św. Katarzyny – Iwaniska
- parafia Matki Bożej Wniebowziętej – Malice Kościelne
- parafia św. Benedykta – Modliborzyce
- parafia św. Marcina – Opatów
- parafia Wniebowzięcia NMP – Opatów
- parafia św. Idziego – Ptkanów
- parafia św. Bartłomieja Apostoła – Strzyżowice
- parafia św. Jana Chrzciciela – Włostów.

## Historia
19 kwietnia 2016, w wyniku reorganizacji dekanatów diecezji sandomierskiej, bp Krzysztof Nitkiewicz wyłączył z dekanatu Opatów parafie:
- parafia św. Stanisława – Ruszków;
- parafia Wszystkich Świętych – Wszechświęte,

które zostały włączone do Dekanatu Szewna.

## Sąsiednie dekanaty
Klimontów, Ostrowiec Świętokrzyski, Ożarów, Sandomierz, Staszów, Szewna, Święty Krzyż.